# Dirk Richter
Dirk Richter (Cottbus, 12 settembre 1964) è un ex nuotatore tedesco.
Specializzato nello stile libero e nel dorso, ha vinto due medaglie di bronzo nelle staffette alle Olimpiadi di Seoul 1988 e di Barcellona 1992.

## Palmarès
- Olimpiadi
  - Seoul 1988: bronzo nella staffetta 4x100 m sl (per la  Germania Est).
  - Barcellona 1992: bronzo nella staffetta 4x100 m sl (per la  Germania).
- Mondiali
  - 1982 - Guayaquil: oro nei 100 m dorso (per la  Germania Est).
  - 1986 - Madrid: oro nella staffetta 4x200 m sl, argento nei 100 m dorso e bronzo nella staffetta 4x100 m sl (per la  Germania Est).
  - 1991 - Perth: argento nella staffetta 4x100 m sl e bronzo nella staffetta 4x100 m misti (per la  Germania).
- Europei
  - 1981 - Spalato: bronzo nella staffetta 4x100 m misti (per la  Germania Est).
  - 1983 - Bonn: oro nei 100 m dorso, argento nella staffetta 4x200 m sl e bronzo nella staffetta 4x100 m sl e 4x100 m misti (per la  Germania Est).
  - 1985 - Roma: argento nei 100 m dorso e nelle staffette 4x100 m sl e 4x100 m misti (per la  Germania Est).
  - 1987 - Strasburgo: oro nella staffetta 4x100 m sl e bronzo nei 100 m sl (per la  Germania Est).
  - 1989 - Bonn: bronzo nei 100 m dorso (per la  Germania Est).
  - 1991 - Atene: argento nei 100 m e 200 m dorso e nella staffetta 4x100 m sl (per la  Germania).